# لنگرماهی تارانتز
لنگرماهی تارانتز (نام علمی: Bathylutichthys taranetzi) نام یک گونه از سرده لنگرماهی‌های جنوبگان است.